# Aiglkofen
Aiglkofen ist ein Gemeindeteil der Gemeinde Marklkofen im niederbayerischen Landkreis Dingolfing-Landau.

## Lage
Das Straßendorf Aiglkofen liegt links der Vils am Aiglkofener Bach etwa einen Kilometer nordwestlich von Marklkofen.

## Geschichte
Der Name besagt, dass der Ort bereits von den Agilolfingern ausgebaut wurde. 1311 übertrug Bischof Konrad von Regensburg Konrad dem Aigelchovaer einen Hof. Aiglkofen wird im 15. Jahrhundert zusammen mit dem benachbarten Gindlkofen als Hofmark im Besitz der Frauenberger erwähnt. Im Konskriptionsjahr 1752 bestand Aiglkofen als Teil der Hofmark Marklkofen aus sechs Anwesen.
Aiglkofen war ein Ort mit Hofmarkgerechtigkeit. 1402 wurde der Ort von Heinrich Poxauer gekauft und war in der Folge im Besitz der Herren von Poxau. Als Besitzer werden genannt: Heinrich der Lantzinger (1345), Ulrich Eschlbeck von Aiglkofen (1367) und Heinrich Poxauer (ab 1402).
Der Ort unterstand teilweise dem Landgericht Vilsbiburg, zum anderen Teil dem Landgericht Dingolfing. Bis 1972 verlief hier die Grenze zwischen dem Landkreis Vilsbiburg und dem Landkreis Dingolfing. Am 1. April 1971 kam Aiglkofen mit der Gemeinde Poxau im Zuge der Gebietsreform in Bayern zur Gemeinde Marklkofen.

## Sehenswürdigkeiten
- Filialkirche St. Petrus und Paulus. Sie wurde Anfang des 18. Jahrhunderts erbaut, die Einrichtung ist frührokoko um 1720 bis 1730. Der Spitzhelm stammt aus dem 19. Jahrhundert.

## Vereine
- Gartenbauverein Aiglkofen. Er veranstaltet das Wein- und Mostfest.
- Hoizbohscheiber Aiglkofen